# Trommen
Trommen er et kulturhus i Hørsholm. Trommen, der ligger i samme byggeri som Hørsholm Bibliotek, er tegnet af arkitekt Knud Munk og blev indviet i 1988. Navnet skyldes den cylinderformede bygning, der danner rammen om scenerummet.
Trommen er en kommunal institution under Hørsholm Kommune. Før 2006 var det et kommunalt ejet aktieselskab, men denne konstruktion blev kendt i strid med kommunestyrelsesloven.
55°52′49.8″N 12°29′50″Ø / 55.880500°N 12.49722°Ø